# 第349歩兵師団 (ドイツ国防軍)
第349歩兵師団(ドイツ語: 349. Infanterie-Division)は、ドイツ国防軍陸軍の歩兵師団。
1943年11月25日に東プロイセンで創設された第349歩兵師団は主に独ソ戦で奮闘した。しかし、1944年に起きたリヴォフ＝サンドミール作戦の最中、ゾロチェフ付近でソ連軍の猛攻を受け壊滅した。
その後、同年9月に第349国民擲弾兵師団(ドイツ語: 349. Volksgrenadier-Division)として再編された師団は、カール・ケッツ少将の指揮下で再び運用された。しかしこの師団も、1945年1月に起こった東プロイセン攻勢においてソ連軍に包囲され壊滅した。